# Суд над Дональдом Трампом по обвинению в подлоге финансовой документации
30 марта 2023 года большое жюри Манхэттена предъявило обвинения Дональду Трампу, президенту Соединенных Штатов с 2017 по 2021 год, за его предполагаемую роль в скандале, связанном с выплатой денег порноактрисе Сторми Дэниелс перед президентскими выборами 2016 года, в связи с чем дело получило известность как «дело Сторми Дэниелс». Это первый случай в истории, когда бывшему или действующему президенту США было предъявлено уголовное обвинение, и первое в истории дело, в котором президент США был признанным виновным в фелонии.

## Обвинения
Трампу были предъявлены обвинения в подлоге финансовой документации (выплату по документам оформили как оплату юридических услуг) I степени. Обвинения изначально были засекречены и были обнародованы 4 апреля 2023 года, когда Трамп явился в Манхэттенский уголовный суд. Трампу были предъявлены обвинения по 34 эпизодам. Максимальным наказанием за это могут быть 4 года тюрьмы, хотя обычно за первое преступление такого рода к реальному сроку не приговаривают. При явке в суд у Трампа взяли отпечатки пальцев, но его не фотографировали. В суде Трамп не признал себя виновным.
После явки в суд Трамп вернулся на свою виллу Мар-а-Лаго и выступил перед своими сторонниками, выразив возмущение предъявленными ему обвинениями.

## Судебный процесс
Судебный процесс по этому делу начался 15 апреля 2024 года.

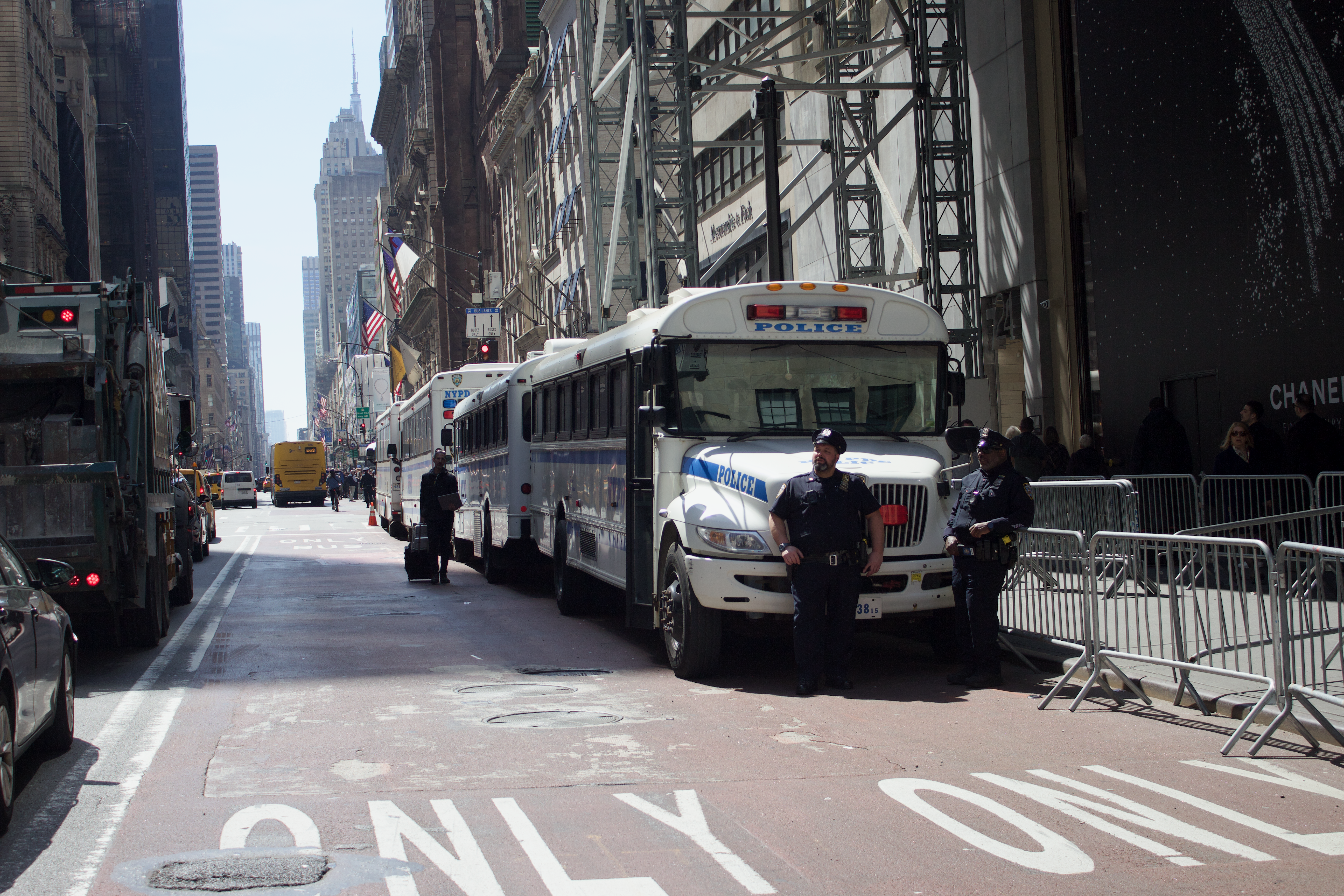
Школьные автобусы, переоборудованные для использования полицией Нью-Йорка, у Трамп-тауэр 4 апреля 2023 года

Одним из главных свидетелей обвинения выступил Майкл Коэн, бывший адвокат Трампа. В качестве свидетеля обвинения выступила и сама Сторми Дэниэлс, которая подробно рассказала о том, как занималась сексом с Трампом.
30 мая 2024 года присяжные признали Трампа виновным по всем пунктам обвинения. Он стал первым президентом США, признанным виновным в фелонии.
10 января 2025 года судья Хуан Мерчан вынес приговор, освобождающий Трампа от какого-либо наказания, так как не мог принять решение, которое бы помешало работе Трампа, который выиграл президентские выборы 2024 года, на посту президента. По законам штата Нью-Йорк судья имеет право отказаться от назначения тюремного срока, штрафа или испытательного срока, когда приходит к выводу, что нет практического смысла назначать какое бы то ни было наказание.

## Политическое значение
Британский еженедельник The Economist отмечает потенциальное воздействие суда на международную политику. Так, по мнению издания, после ухода Трампа с поста президента США многие страны испытали облегчение и надеются на то, что он уже никогда не вернется в Белый дом. Однако, с учётом популярности Трампа у республиканцев, такая возможность не исключается, что вызывает тревогу в некоторых странах. Так, Украина, опасаясь возвращения Трампа, хотела бы получить максимальную военную помощь от США как можно скорее. Власти России, напротив, надеются, что в случае возвращения Трампа на пост президента, шансы на победу в войне с Украиной вырастут. Страны НАТО опасаются, что возврат Трампа приведет к разрыву отношений с Америкой и торопятся усилить альянс в предвосхищении этой опасности.